# Pascal Behrenbruch

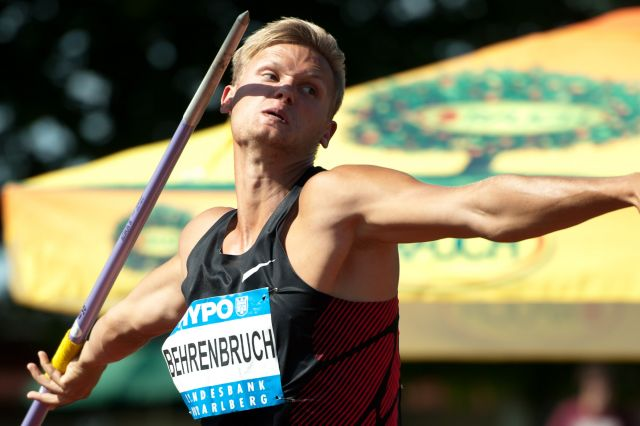
Pascal Behrenbruch, 2011.

Pascal Behrenbruch, född 19 januari 1985 i Offenbach am Main, är en tysk idrottare som deltar i tiokamp. Hans största merit hittills är guldmedaljen vid europamästerskapen i friidrott 2012.
Behrenbruch började redan som sexåring med friidrott och vann flera ungdomsmästerskap i förbundslandet Hessen. Han deltog vid europamästerskapen i friidrott 2006 i Göteborg och var med sin femte plats den framgångsrikaste tyska deltagaren. Hans 8209 poäng var vid tidpunkten Behrenbruchs personliga rekord.
För de olympiska sommarspelen 2008 missade han med liten marginal kvalifikationen. Trots nytt personligt rekord med 8439 poäng hamnade han under världsmästerskapen i friidrott 2009 i Berlin bara på sjätte plats. Under europamästerskapen i friidrott 2012 i Helsingfors förbättrade Behrenbruch sitt rekord till 8558 poäng, vilket var tillräckligt för guldmedaljen.